# Rețea electrică
O rețea electrică este un ansamblu de infrastructură energetică, mai mult sau mai puțin disponibil pentru dirijarea energiei electrice de la centralele electrice producătoare la consumatori.
Ea se compune din linii electrice situate și operate la diferite niveluri de tensiune, interconectate între ele în stații electrice. Stațiile electrice sunt folosite pentru repartiția energiei electrice și pentru a face schimbarea de la o tensiune la alta prin intermediul transformatoarelor.
O rețea de energie electrică trebuie să gestioneze, de asemenea, în mod dinamic ansamblul producție - transport - consum de energie, punând în acțiune elemente de reglare concepute pentru a asigura stabilitatea întregului.

## Istoric
Un ansamblu format din mașini producătoare de energie electrică și mașini de consum, precum și structurile necesare și adecvate (linii, transformatoare), pentru a conecta rețelele de energie electrică, a apărut doar la sfârșitul sec. XIX, când fiecare element ajunsese la maturitatea tehnologică suficientă.

### Primele rețele DC (de curent continuu)

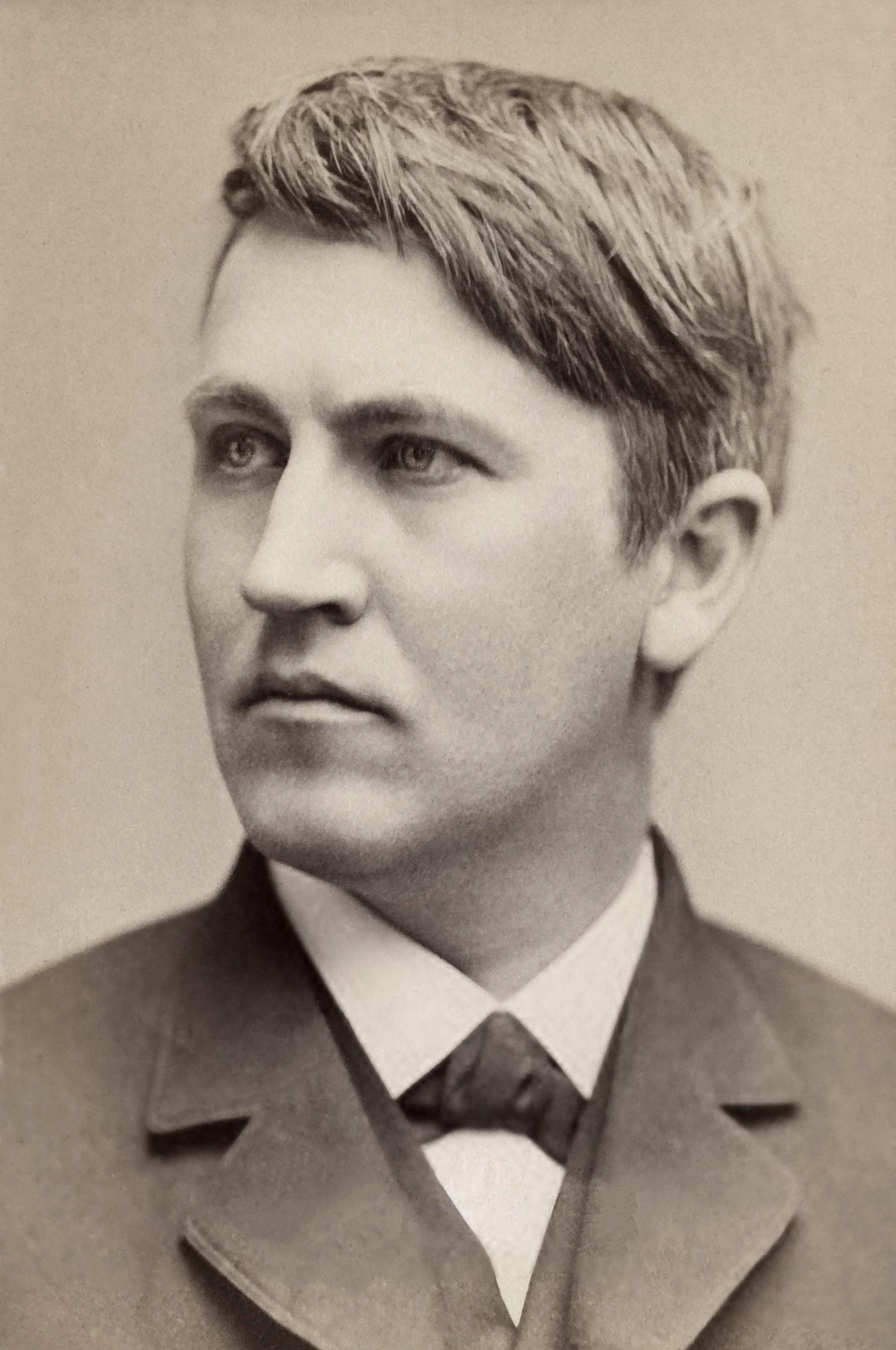
Edison a fost un pionier în dezvoltarea primelor sisteme de alimentare cu cc.

În prima jumătate a sec. XIX, inventatorii au dezvoltat mai multe tipuri de mașini electrice de curent continuu, dar utilizarea lor s-a dezvoltat industrial numai după inventarea în Belgia a dinamului (generator de curent continuu) de către Zénobe Gram în 1869, care a fost apoi îmbunătățit rapid.
La Expoziția Internațională de energie electrică de la Paris din 1881, Marcel Deprez a prezentat  pentru prima dată, o instalație de distribuție a energiei electrice alimentată de două dinamuri. În toamna anului 1882 apar simultan  primele rețele electrice  în New York și Bellegarde, Franța. Ele erau cvasi-locale, și folosesc curent continuu.
Thomas Edison a jucat un rol-cheie în dezvoltările legate de energia electrică: în 1878 el a fondat Edison Electric Light Co (care a devenit în 1892 General Electric), a realizat un brevet pentru becul electric în 1879, iar apoi creează rețeaua electrică a New York-lui. Aceasta din urmă, care a fost în principal rețea de iluminat, a avut o creștere rapidă: de la un număr de 1200 becuri în 1882 a crescut la 10000 de becuri în anul următor. Rețeaua, care suferă de mai multe eșecuri, are mici centrale de 30 kW și o rețea de distribuție de 110 V. Cu toate acestea, este foarte limitată  livrarea de energie electrică, ea fiind posibilă doar pe o rază de câțiva kilometri.